# Ricardo Ribeiro (Geheimdienstchef)
Ricardo da Costa Ribeiro ist der ehemalige Chef des osttimoresischen Geheimdienstes Serviço Nacional de Segurança do Estado (SNSE). Er stammt aus Baucau und ist Mitglied der FRETILIN.
Ribeiro ist der Neffe von Marí Alkatiri, der von 2002 bis 2006 Premierminister war. Nach den Unruhen in Osttimor 2006 und den Rücktritt Alkatiris wurde der SNSE, der als „privates Spionagenetz des Premierministers“ kritisiert wurde, aufgelöst.
2023 wurde Ribeiro zu einem von fünf vom Nationalparlament in den Staatsrat entsandten Bürgern gewählt.